# Guille Vallejo
Guillermo Vallejo Delgado, más conocido como Guille Vallejo (Burgos, 22 de abril de 1995), es un futbolista español que juega de portero en  la A. D.  Ceuta de la Segunda División.

## Carrera
Vallejo comenzó su carrera como futbolista en las categorías inferiores del CD Numancia, un club en el que apenas tuvo oportunidades para jugar en el primer equipo.
Despuntó en la temporada 2016-17 en la que fue fichado libre por la Cultural y Deportiva Leonesa en la que defendió en 25 partidos su portería logrando el ascenso a Segunda División.
En la temporada 2017-18 es cedido al Elche CF en Segunda B.
El 30 de julio de 2024, pasa a formar parte de la plantilla de la A.D. Ceuta.

## Clubes
Actualizado al último partido disputado el 4 de agosto de 2025.
| Club              | País          | Temporadas    | Partidos |
| ----------------- | ------------- | ------------- | -------- |
| CD Numancia B     | España        | 2014-2016     | 67       |
| Cultural Leonesa  | España        | 2016-2018     | 25       |
| Elche CF (cedido) | España        | 2017-2018     | 6        |
| UD Sanse          | España        | 2018- 2019    | 1        |
| Real Valladolid B | España        | 2019          | 8        |
| CD Guijuelo       | España        | 2019-2020     | 25       |
| Algeciras CF      | España        | 2020-2021     | 26       |
| CD Eldense        | España        | 2021-2024     | 80       |
| A.D. Ceuta        | España        | 2024-act      | 21       |
| Total carrera     | Total carrera | Total carrera | 258      |